# 511 (numero)
Cinquecentoundici (511) è il numero naturale dopo il 510 e prima del 512.

## Proprietà matematiche
- È un numero dispari.
- È un numero composto con 4 divisori: 1, 7, 73, 511. Poiché la somma dei suoi divisori (escluso il numero stesso) è 81 < 511, è un numero difettivo.
- È un numero semiprimo.
- È un numero omirpimes.
- È un numero di Harshad nel sistema numerico decimale.
- È un numero palindromo e un numero a cifra ripetuta nel sistema numerico binario (111111111) e nel sistema di numerazione posizionale a base 8 (777).
- È un numero fortunato.
- È un numero congruente.
- È parte delle terne pitagoriche (336, 385, 511), (511, 1752, 1825), (511, 2640, 2689), (511, 18648, 18655), (511, 130560, 130561).

## Astronomia
- 511 Davida è un asteroide della fascia principale.
- NGC 511 è una galassia ellittica della costellazione dei Pesci.

## Astronautica
- Cosmos 511 è un satellite artificiale russo.